# 湖南財政経済学院
湖南財政経済学院（英語: Hunan College of Finance and Economics）は、湖南省長沙市岳麓区に本部を置く中国の公立大学。1933年創立、1985年大学設置。
大学の略称は湖南財経学院。2018年12月時点では、学校の面積は760余畝、建築面積は30万平方メートル、生徒数約1.2万余人、教職員729人。

## 略歴
- 1933年、湖南財政経済学院の起源となる私立厚生会計講習所を湖南省政府が設立。
- 1942年、「湖南私立厚生会計学校」と改称。
- 1951年10月、「湖南厚生会計学校」と改称。
- 1952年11月、「湖南省財政学校」と改称。
- 1958年9月、「湖南省財貿幹部学校」と改称。
- 1960年4月、「湖南省財貿学校」と改称。
- 1965年9月、「湖南省財政会計学校」と改称。
- 1973年3月、「湖南省財会学校」と改称。
- 1985年5月、「湖南財経専科学校」と改称。
- 1993年5月、「湖南財経高等専科学校」と改称。
- 2010年2月、名称を湖南財政経済学院に変更。

## 基礎データ
- 所在地
  - 湖南省長沙市岳麓区

- 校訓
  - 「正德厚生、経世済用」

- 校歌
  - 「財苑之歌」

## 組織
「学院」も「系」も日本の大学の学部にほぼ相当する。「学部」は「学院」と「系」の上の編成で、実体はなく、日本の「学部」とは位置付けが異なっている。妙訳がないのでそのまま記す。
- 会計系
- 財政金融系
- 工商管理系
- 信息管理系
- 工程管理系
- 外語系
- 法学と公共管理系
- 思想政治理論課部
- 基礎課部
- 体育課部

## 附属機関

### 附属図書館
湖南財政経済学院図書館、蔵書数は全館合計で約113.4万余冊

## 大学の人物一覧

### 教授
- 学長：伍中信
- 党委書記：張天曉